# Don Coscarelli
Don Coscarelli (* 17. Februar 1954 in Tripolis, Libyen) ist ein US-amerikanischer Filmregisseur, Drehbuchautor und Produzent.

## Leben
Berühmt ist Don Coscarelli für die von ihm geschriebene und inszenierte Filmreihe Phantasm, deren erster Teil 1979 entstand und der bislang vier weitere Teile folgten. Ende März 2014 veröffentlichte Coscarelli den Trailer für die vierte Fortsetzung. Des Weiteren ist er der Schöpfer der Beastmaster-Reihe.
Seinen ersten Film drehte er im Alter von 19 Jahren.
Er produziert seine Filme selbst und verfasst auch die Drehbücher. 2012 drehte er die Horror-Komödie John Dies at the End und begann mit der Vorproduktion von Bubba Nosferatu: Curse of the She-Vampires.

## Auszeichnungen (Auswahl)
- 2003 erhielt er eine Nominierung bei den Online Film Critics Society Awards für sein Drehbuch zu Bubba Ho-Tep.
- 2004 wurde er mit dem Bram Stoker Award für das Beste Drehbuch ausgezeichnet.

## Filmografie
- 1975: Jim the World´s Greatest. Regie, Drehbuch: Don Coscarelli und Craig Mitchell
- 1976: Kenny & Company
- 1979: Das Böse (Phantasm)
- 1982: Beastmaster – Der Befreier (The Beastmaster)
- 1987: Camp der verlorenen Teufel (Survival Quest)
- 1988: Das Böse II (Phantasm II)
- 1994: Das Böse III (Phantasm III: Lord of the Dead)
- 1998: Phantasm IV (Phantasm IV: Oblivion)
- 2002: Bubba Ho-Tep
- 2005: Masters of Horror: Incident On and Off a Mountain Road
- 2012: John Dies at the End
- 2016: Phantasm Ravager (Das Böse V). Regie: David Hartman, Drehbuch: Coscarelli und Hartman, Produzent: Coscarelli

## Buchveröffentlichung
- Don Coscarelli: True Indie. Life and Death in Filmmaking. St. Martin’s Press, New York 2018, ISBN 978-1-250-19324-7.